# Xestia hemitragidia
Xestia hemitragidia är en fjärilsart som beskrevs av Charles Boursin 1964. Xestia hemitragidia ingår i släktet Xestia och familjen nattflyn. Inga underarter finns listade i Catalogue of Life.